# Jabalpur (huyện)
Huyện Jabalpur là một huyện thuộc bang Madhya Pradesh, Ấn Độ. Thủ phủ huyện Jabalpur đóng ở Jabalpur. Huyện Jabalpur có diện tích 5210 ki lô mét vuông. Đến thời điểm năm 2001, huyện Jabalpur có dân số 2167469 người.